# (4399) Ashizuri
(4399) Ashizuri est un astéroïde de la ceinture principale.

## Description
(4399) Ashizuri est un astéroïde de la ceinture principale. Il est découvert le 21 octobre 1984 à Geisei par Tsutomu Seki. Il présente une orbite caractérisée par un demi-grand axe de 2,58 UA, une excentricité de 0,17 et une inclinaison de 12,1° par rapport à l'écliptique.

## Compléments